# Alexandre Koyré
Alexandre Koyré (nato Aleksandr Vladimirovich (o Volfovich) Koyra; in Russo: Александр Владимирович (Вольфович) Койра) (Taganrog, 29 agosto 1892 – Parigi, 28 aprile 1964) è stato uno storico della scienza e filosofo russo naturalizzato francese, più noto con il nome francesizzato di Alexandre Koyré. Contribuì allo sviluppo della storia della scienza in Francia e alla sua diffusione negli Stati Uniti nel periodo successivo alla seconda guerra mondiale.

## Biografia
Nacque come Aleksandr Vladimirovich (o Volfovich) Koyra (in Russo: Александр Владимирович (Вольфович) Койра) a Taganrog, nell'impero russo, da famiglia di origini ebraiche. Della sua vita in Russia non si sa molto: secondo alcune testimonianze studiò a Tbilisi, Rostov sul Don e Odessa. Dopo la rivoluzione del 1905 fu arrestato e passò circa un anno in prigione, dove lesse le Ricerche logiche di Edmund Husserl; durante la sua prigionia portò anche a termine i suoi studi liceali. Nel 1908 lasciò la Russia e si trasferì prima a Parigi e poi a Gottinga. L'interesse di Koyré per Husserl e la sua attiva partecipazione nell’ambiente fenomenologico Circolo fenomenologico di Gottinga segnano le sue prime esperienze filosofiche (Koyré pubblicherà le sue ricerche sui paradossi di Zenone nel vol. 5 dello  Jahrbuch für Philosophie und phänomenologische Forschung); sarà in particolare modo la fenomenologia di Adolf Reinach ad esercitare su di lui la maggiore influenza.
In generale, già Herbert Spiegelberg, nel suo libro Il movimento fenomenologico, ha notato che tutto il gruppo degli studenti a Gottinga seguiva piuttosto Reinach che Husserl. Alla fine del primo semestre dell'anno accademico 1911-12, Koyré presentò a Husserl il suo progetto di dottorato che riguardava i paradossi logici. Husserl rifiutò questo progetto e ciò, probabilmente, spinse il suo studente a lasciare l'università tedesca e a cominciare un nuovo percorso di studi a Parigi, all'École pratique des hautes études. A Parigi Koyré conseguì il diploma in filosofia, nel 1913, e iniziò a preparare la tesi su Anselmo, ma all'inizio della prima guerra mondiale Koyré, che aveva 22 anni, si arruolò come volontario nell'esercito francese. Dopo alcuni mesi venne inviato in Russia e combatté prima sui campi della guerra e poi su quelli della rivoluzione russa del 1917.
Dopo la guerra Koyré tornò a Parigi, si iscrisse di nuovo all'EPHE e dal gennaio 1921 divenne allievo titolare della scuola. Alla fine dello stesso anno presentò la tesi intitolata Trattato sull'idea di Dio e le prove della sua esistenza in Cartesio con la quale conseguì il diploma della scuola. Nell'anno successivo, il 1923, Koyré si laureò con un dottorato ès lettres all'Università di Parigi dopo aver presentato la tesi L'idea di Dio nella filosofia di sant'Anselmo. Negli anni Trenta Koyré iniziò la ricerca che fece di lui uno dei più eminenti storici del pensiero scientifico del ventesimo secolo, la prima fase della quale finì prima della seconda guerra mondiale con la pubblicazione dei tre volumi degli Studi galileiani. Notevole la sua interpretazione della matematica galileiana non come mero strumento per descrivere la realtà, bensì come matematicismo ontologico. Postumi furono pubblicati gli Studi newtoniani.
Questa teoria neopitagorica afferma che ogni cosa sia riducibile a numero poiché il reale è in ogni sua parte matematicamente descrivibile. Le ricerche su Galileo Galilei avvicinarono Koyré agli altri studiosi interessati alla storia della scienza, soprattutto ai gruppi riuniti attorno alla sezione della storia della scienza del Centre de Synthèse di Henri Berr e all'Institut d'Histoire des Sciences et Techniques di Abel Rey. Questi erano i centri di consolidamento di questa nuova disciplina, la storia generale delle scienze, che pretendeva di studiare la storia del pensiero scientifico in quanto tale e nel suo insieme, non limitandosi solo allo studio sempre parziale della nascita e dello sviluppo delle scienze particolari. Tra gli studiosi del campo erano Émile Meyerson e Abel Rey, Léon Brunschvicg e Émile Boutroux, Hélène Metzger e Lucien Febvre, Aldo Mieli e Gaston Bachelard. Insieme con loro Koyré divenne uno dei protagonisti dell'epistemologia storica francese.

## Opere
- 1922 - Bemerkungen zu den Zenonischen Paradoxen
- 1922 - L'idée de Dieu et les preuves de son existence chez Descartes
- 1923 - L'idée de Dieu dans la philosophie de saint Anselme
- 1929 - La philosophie de Jacob Boehme
- 1929 - La philosophie et le problème national en Russie au début du XIXe siècle
- 1939 - Etudes galiléennes, tr. di Maurizio Torrini, Studi galileiani, Einaudi, Torino, 1976
- 1944 - Entretiens sur Descartes, a cura di Paolo Guidera, tr. Helena Tenda Oglobleff, Lezioni su Cartesio, Tranchida, Milano, 1990. ISBN 88-85685-40-4 ISBN 88-8003-117-1
- 1945 - Introduction a la lecture de Platon, tr. Livio Sichirollo, Introduzione alla lettura di Platone, Vallecchi, Firenze, 1956 (con prefazione di Leon Robin); poi Introduzione a Platone, Editori Riuniti, Roma, 1996. ISBN 88-359-4077-X
- 1945 - Epimenide le Menteur. Ensemble et categorie, tr. parziale di Bruno Lumi, Riflessioni sulla menzogna politica, De Martinis, Catania, 1994. ISBN 88-8014-015-9
- 1950 - Etudes sur l'histoire de la pensée philosophiques en Russie, tr. parziale di Paola Zambelli, Dal mondo del pressappoco all'universo della precisione, Einaudi, Torino, 1967. ISBN 88-06-03392-1 ISBN 88-06-00339-9 ISBN 88-06-12399-8 ISBN 88-06-15791-4
- 1955 - Mystiques, spirituels, alchimistes du XVI siècle allemand
- 1955 - A Documentary History of the Problem of Fall
- 1957 - From the Closed World to the Infinite Universe, tr. di Luca Cafiero, Dal mondo chiuso all'universo infinito, Feltrinelli, Milano, 1970. ISBN 88-07-10032-0>
- 1961 - La révolution astronomique, tr. Libero Sosio, La rivoluzione astronomica: Copernico, Keplero, Borelli, Feltrinelli, Milano, 1966
- 1961 - Etudes d'histoire de la pensée philosophique, tr. parziale di Andrea Cavazzini, Scritti su Spinoza e l'averroismo, Ghibli, Milano, 2002
- 1965 - Newtonian studies (postumo), tr. Paolo Galluzzi, Studi newtoniani, Einaudi, Torino, 1972. ISBN 88-06-05482-1
- 1966 - Etudes d'histoire de la pensée scientifique (postumo), tr. parziale di Andrea Cavazzini, Filosofia e storia delle scienze, Mimesis, Milano, 2003. ISBN 88-8483-141-5